# Produs din tutun încălzit fără ardere
Un produs din tutun fără ardere (engleză: heated tobacco products) încălzește tutunul la o temperatură mai scăzută decât atunci când este ars la consumul unei țigari convenționale. Fumul care rezultă conține nicotină și alte substanțe chimice. Un produs din tutun încălzit fără ardere poate corespunde unor aspecte comportamentale ale fumatului.
Nu există dovezi relevante că aceste produse sunt mai puțin dăunătoare decât celelalte țigări. Unele companii de tutun susțin că sunt mai puțin dăunătoare, dar acest lucru nu a fost verificat.
Produsele din tutun încălzite fără ardere au fost introduse pe piață în 1988, dar nu au fost un succes comercial la momentul respectiv. Omniprezența țigărilor electronice și nemulțumirea în creștere pentru faptul că acestea nu oferă totuși senzația de "lovitură în gât" cu care sunt obișnuiți fumătorii, pot fi o oportunitate pentru produsele din tutun fără ardere. Aceste produse sunt în prezent introduse pe piață de marile companii din industria tutunului.

## Efectele asupra sănătății
Informațiile privind riscurile reduse sau beneficiile pentru sănătate privind produsele din tutun încălzite fără ardere se bazează pe cercetări finanțate de industrie, iar cercetările independente de încredere nu sunt disponibile pentru a susține aceste afirmații. Nu s-au prezentat dovezi convingătoare pentru susținerea afirmației de reducere a riscurilor și a beneficiilor pentru sănătate ale acestor produse.  Nu există suficiente cercetări pentru a evalua nivelul lor de nocivitate,  cu toate acestea, în urma unui studiu, a fost recent aprobată vânzarea peste ocean a dispozitivului, de către Administrația pentru Alimente și Medicamente a Statelor Unite ale Americii (FDA). Concluziile studiului arată că dispozitivul Iqos emite mai puține substanțe nocive decât fumul generat de țigările aprinse. „Procesul de evaluare al FDA confirmă că vânzarea acestor dispozitive corespunde protejării sănătății publice, ținând cont atât de riscurile, cât și beneficiile pentru populație, în ansamblul lor”, a spus Mitch Zeller, directorul FDA pentru produsele din tutun, citat de presa americană.
Unii oameni de știință consideră că produsele din tutun fără ardere sunt la fel de periculoase ca și țigările tradiționale.
Carlos Jiménez, director de cercetare privind fumatul în cadrul Societății Spaniole de Pneumonologie și Chirurgie Toracică, a declarat în 2017 că aceste produse sunt încă dăunătoare. Organizația ASH (Action on Smoking and Health) a declarat în 2016 că, din cauza" perioadei lungi de înșelăciune” a industriei tutunului privind riscurile de sănătate care implică fumatul, este important să se efectueze studii independente privind efectele acestor produse asupra sănătății". Sloganurile de marketing, cum ar fi "încălzirea fără ardere", nu pot fi un substitut al cercetărilor științifice.

## Istorie
Primul produs comercial cu tutun încălzit fără ardere a fost o țigară fără fum creată de R.J. Reynolds Premierîn 1988 și descrisă ca fiind dificil de utilizat.  Mulți fumători nu au fost mulțumiți de gustul acesteia.  Aceasta avea o formă de țigară tradițională și, atunci când era încălzită, cărbunele răcit trecea peste tutunul prelucrat conținând mai mult de 50% glicerină pentru a crea un aerosol de nicotină.  Avea nevoie de o anumită ardere. În 1989,  după ce a cheltuit 325 milioane de dolari  , R.J. Reynolds a scos acest produs de pe piață la câteva luni după ce diferite organizații au recomandat către Administrația SUA pentru Alimente și Medicamente (FDA) să îl restricționeze sau să îl clasifice drept medicament.
Conceptul Premier a continuat să fie dezvoltat și re-lansat ca Eclipse la mijlocul anilor 1990  și a fost disponibil în distribuție limitată începând din 2015 . Reynolds American a declarat că Revo a fost o "repoziționare" a produsului său Eclipse.  Produsul Revo al lui R.J. Reynolds Revo a fost retras în 2015. 
Philip Morris International (PMI) a lansat în 1998, o țigară care a fost plasată într-un dispozitiv electronic de încălzire numit Accord. Produsul alimentat de la o baterie era de dimensiunea unui pager. În 2007, PMI a lansat Heatbar. Heatbar era aproximativ de dimensiunea unui telefon mobil și încălzea mai degrabă decât ardea țigările speciale concepute pentru acesta.  Singurul beneficiu a fost scăderea fumului secundar, ceea ce a dus la întreruperea producției Heatbar-ului. Heatbar nu a fost primit într-un mod deosebit de către utilizatori. Accord și Heatbar sunt predecesorii produselor de tutun încălzite fără ardere de la PMI.
Omniprezența țigărilor electronice și nemulțumirea în creștere pentru faptul că acestea nu oferă totuși senzația de "lovitură în gât" cu care sunt obișnuiți fumătorii, pot fi o oportunitate pentru produsele din tutun fără ardere.  Aceste produse sunt în prezent introduse de marile companii din industria tutunului. PMI anticipează un viitor fără țigări tradiționale, dar campaniile și analiștii din industrie pun sub semnul întrebării probabilitatea eliminării țigărilor tradiționale în favoarea, fie a țigărilor electronice, fie a altor produse precum IQOS 

## IQOS
IQOS (I-Quit-Ordinary-Smoking ) a fost lansat pe piață la 26 iunie 2014. Produsul este comercializat de Philip Morris International (PMI) sub mărcile Marlboro și Parliament. Inițial lansat în 2014 în Nagoya, Japonia și Milano, Italia, IQOS este treptat lansat și în alte țări. Până la sfârșitul anului 2016, aceasta era disponibil în peste 20 de țări, cu planuri de expansiune către alte țări, pe măsură ce crește capacitatea de producție.  PMI a estimat că, atunci când vor fi vândute 30 de miliarde de unități, IQOS ar crește profiturile companiei cu 700 de milioane de dolari. Până în prezent, compania susține că investițiile totale efectuate în dezvoltarea și evaluarea acestor produse au depășit 3 miliarde de dolari. Phillip Morris a cheltuit 500 de milioane de euro pentru dezvoltarea IQOS numai în 2016. 
IQOS constă dintr-un încărcător de dimensiunea unui telefon mobil și un suport care arată ca un pix. O bucata de tutun de unică folosință, care are forma asemănătoare unei țigări scurte, înmuiată în propilen glicol, este introdusă în suportul care o încălzește la temperaturi de până la 350°C. Fumul eliberat conține nicotină și alte substanțe chimice.  Cantitatea de nicotină furnizată poate fi puțin mai puternică pentru fumătorii de țigări Light.  Utilizatorii au raportat mai puțin miros pe îmbrăcăminte. Fumul generat de IQOS conține substanțe de piroliză și degradare termogenică care sunt identice cu constituenții găsiți în fumul tradițional de țigară din tutun. O revizuire din 2017 a constatat că "sunt puține cercetări privind substanțele care se eliberează după ce dispozitivul încălzește pasta pe bază de tutun. Efectele fizice asupra utilizatorilor nu sunt încă cunoscute".
Un studiu independent al IQOS a criticat compania Phillip Morris, spunând că "dansul în jurul definiției fumului pentru a evita interzicerea fumatului în interior este neetic" și a cerut o cercetare cu un grad mai mare de independentă, spunând: "Fumătorii și nefumătorii au nevoie de informații exacte despre compușii toxici eliberați în IQOS. Aceste informații ar trebui să provină din surse independente de industria tutunului ". După ce studiul a fost publicat, șefii celor trei universități din Elveția unde autorii au lucrat, au primit scrisori neobișnuite de la Phillip Morris, acuzând autorii de metodologia defectuoasă, iar ulterior cercetătorii nu au mai fost dispuși să vorbească cu un jurnalist.  Phillip Morris a publicat, de asemenea, un contra-argument academic online. 
În decembrie 2016, PMI a depus o cerere de cîteva milioane de pagini  către US FDA pentru ca IQOS să fie autorizată ca “produs de tutun cu risc modificat”.  FDA a revizuit datele lui Phillip Morris, unele studii independente, inclusiv documentul elvețian din 2017 privind compușii toxici din fumul IQOS menționat mai sus, o modificare din decembrie 2017 a cererii de către Phillip Morris pe aceeași temă și datele de testare a laboratorului FDA 
Cererea a fost respinsă în ianuarie 2018; FDA a hotărât că Phillip Morris nu a demonstrat că produsul lor reduce riscul , de asemenea, "și-a exprimat îngrijorarea cu privire la lipsa de date" privind riscurile legate de țigarete. 
PMI intenționează să-și convertească clienții din Japonia la utilizarea produselor cu încălzire fără ardere. IQOS se vinde ca o alternativă la țigările clasice.  PMI afirmă că înțelege faptul că produsul său IQOS va fi la fel de dependent ca și fumatul. IQOS este vândut cu un avertisment că cea mai bună opțiune este de a evita consumul de tutun în totalitate. 

## Reglementări
În SUA, aceste produse se află sub jurisdicția Administrației pentru Alimentație și Medicamente (FDA). Începând din 2016, 19 țări au permis vânzarea IQOS. Promovarea prin reclame a produsului IQOS, dar nu sub forma “țigara IQOS”, nu este reglementată de Directiva Uniunii Europene privind Produsele din Tutun  Produsele de tutun fără ardere nu sunt restricționate pentru vânzare în Israel de către Ministerul Sănătății.  Ploom și IQOS se află sub incidența reglementărilor din industria tutunului ca produse cu tutun în Japonia.  Recipientele de umplere ale IQOS nu sunt considerate legale pentru a fi puse în vânzare în Noua Zeelandă de către Ministerul Sănătății  Produsele de tutun în etapa de dezvoltare sunt interzise în Singapore de către Ministerul Sănătății. Produsele electronice de tutun care utilizează materii uscate sunt reglementate ca și țigări electronice în Coreea de Sud de către Ministerul Sănătății și Protecției Sociale.  Coreea reglementează țigările electronice în mod diferit de țigările tradiționale din motive fiscale. Ca urmare, IQOS sunt impozitate cu un nivel de taxare scăzut, comparativ cu nivelul de 75% al impozitului pentru țigările obișnuite.
Acțiunea privind Fumatul și Sănătatea a declarat în 2016 că "până când dovezile independente arată că IQOS și produsele similare sunt substanțial mai puțin dăunătoare decât fumatul, atunci aceste produse ar trebui să fie reglementate în același mod ca și alte produse din tutun." Activistul pentru controlul tutunului Stanton Glantz a declarat că FDA ar trebui să oprească lansarea de noi produse din tutun până când companiile de tutun nu vor mai vinde țigări tradiționale. "Există îngrijorarea că produsele cu tutun fără ardere vor ocoli regulile locale care împiedică fumatul în zonele publice", a scris Mitchell H. Katz, directorul Agenției de Sănătate din Los Angeles, în 2017 prin e-mail.